# Dilich-Chronik

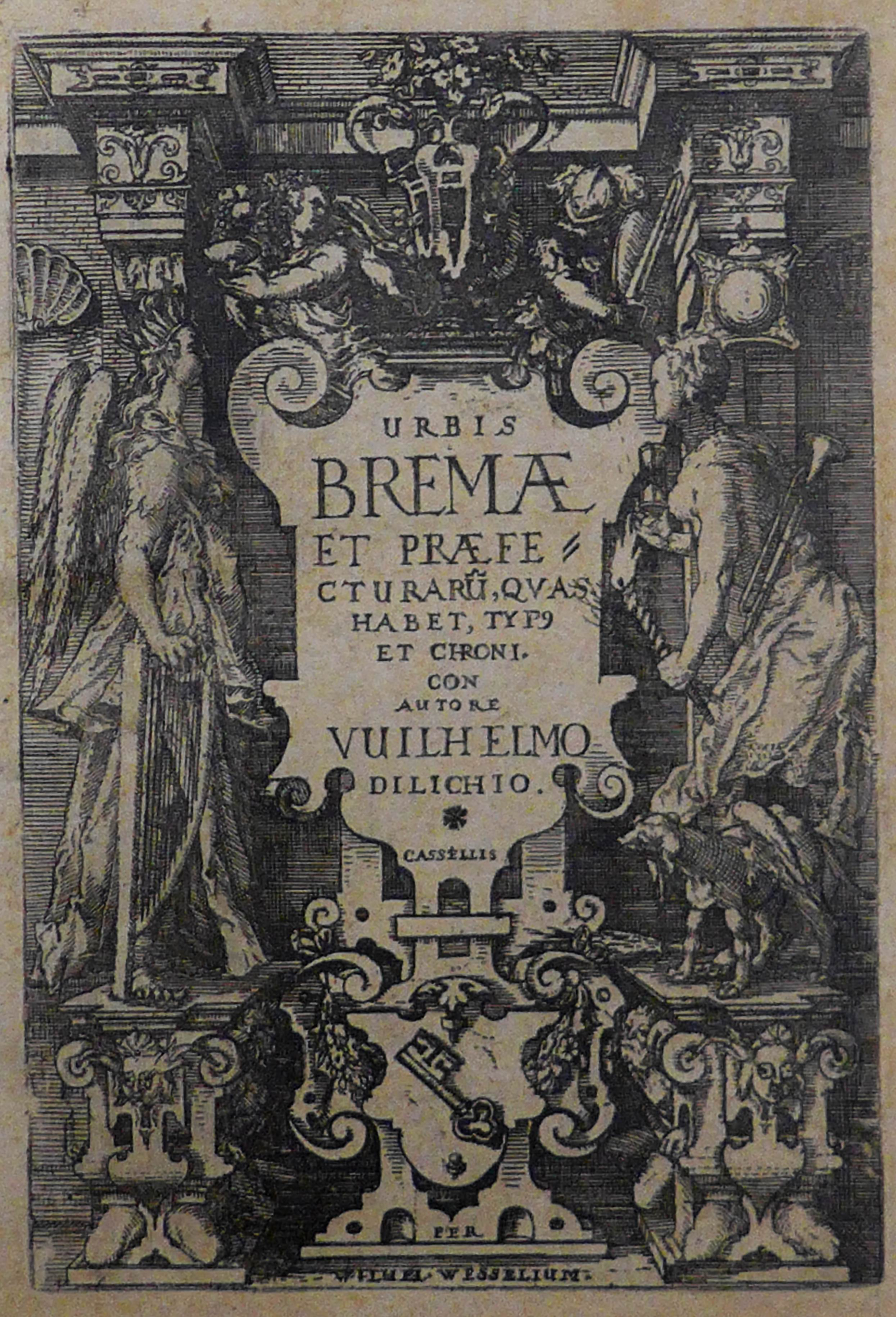
Titelkupfer der Bremer Chronik von 1603/1604

Die sogenannte Dilich-Chronik von 1603/04, benannt nach dem Zeichner und Autor Wilhelm Dilich, behandelt die Topographie und Geschichte Bremens.

## Entstehung
Das illustrierte Stadtporträt entstand in einer Phase des Wohlstands vor dem Dreißigjährigen Krieg und in einer Zeit verstärkter Bemühungen Bremens um Reichsunmittelbarkeit.
1596 hatte Dilich Bremen besucht, hier topographische Zeichnungen gemacht und auch mit dem Rat Gespräche geführt, auf die er sich berief, als er ihm 1602 zwei Exemplare eines kleinen Duodezbändchens mit dem Titel Urbis Bremae Typus et Chronicon, präsentierte.
Doch der spätere Bürgermeister Heinrich Krefting beanstandete den Text und machte sich selbst an die Arbeit. Er verfasste vor allem den Chroniktext von Grund auf neu, in dem er die aus Urkunden abgeleitete Rechtsstellung Bremens als freie Reichsstadt außerhalb der Hoheit des Erzbistums Bremen betonte. Eine weitere Veränderung betraf die Einbeziehung des Bremer Landgebietes in die Darstellung, um auch hier den städtischen Herrschaftsanspruch herauszustreichen. Als Autor wollte Krefting jedoch unerkannt bleiben. Der Aufbau blieb unverändert: Auf die Widmung an den Bremer Rat folgt eine Vorrede an den Leser, in einigen Ausgaben ein Lobgedicht auf die Stadt von Hermann Meier (Hermannus Maierus) und dann die 291 paginierten Textseiten über die Lage der Stadt, ihre Eignung als Handelshafen, zum Stadtbild mit den Bauwerken sowie der eigentliche Chroniktext, alle in lateinischer Sprache.
Die verschiedenen Drucke des ab 1603 inhaltlich, illustrativ, kartographisch und auf ein Quartformat vergrößerten Werks, die der aus Bremen stammende Wilhelm Wessel unter dem jetzt erweiterten Titel Urbis Bremae et praefecturarum, quas habet, Typus et Chronicon (Bild und Chronik der Stadt Bremen und ihrer Herrschaftsbereiche) in Kassel gedruckt hatte, sind in der Widmung teils 1603, teils 1604 datiert, 1605 wurden 288 Exemplare nach Bremen geschickt. Der Text ist in relativ großen, klaren Antiqua-Lettern gesetzt. Die Anzahl der zwischen die gesetzten Seiten eingebundenen Abbildungen umfasst 22 radierte Karten oder Stadtansichten und zwei Holzschnitte. Einige Exemplare sind mit beigebundenen handschriftlichen Chronikfortsetzungen versehen.
Wohl aus dem Jahr 1605 hat sich das einzige Exemplar des Probedrucks in zwei Bänden einer nicht als Auflagendruck realisierten deutschen Ausgabe erhalten, der allerdings ein Chronikteil fehlt.

## Die Tafeln

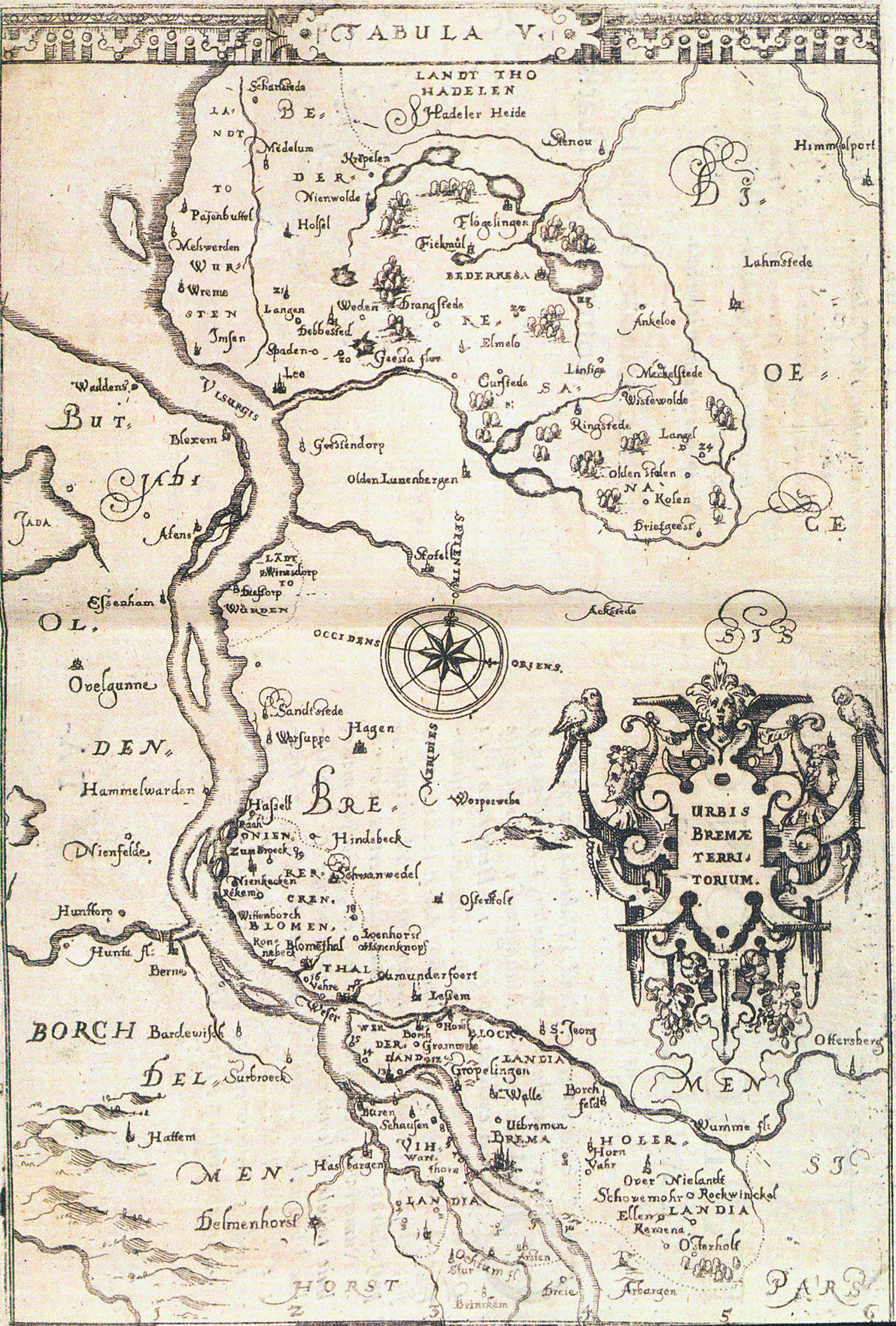
Urbis Bremae Territorium

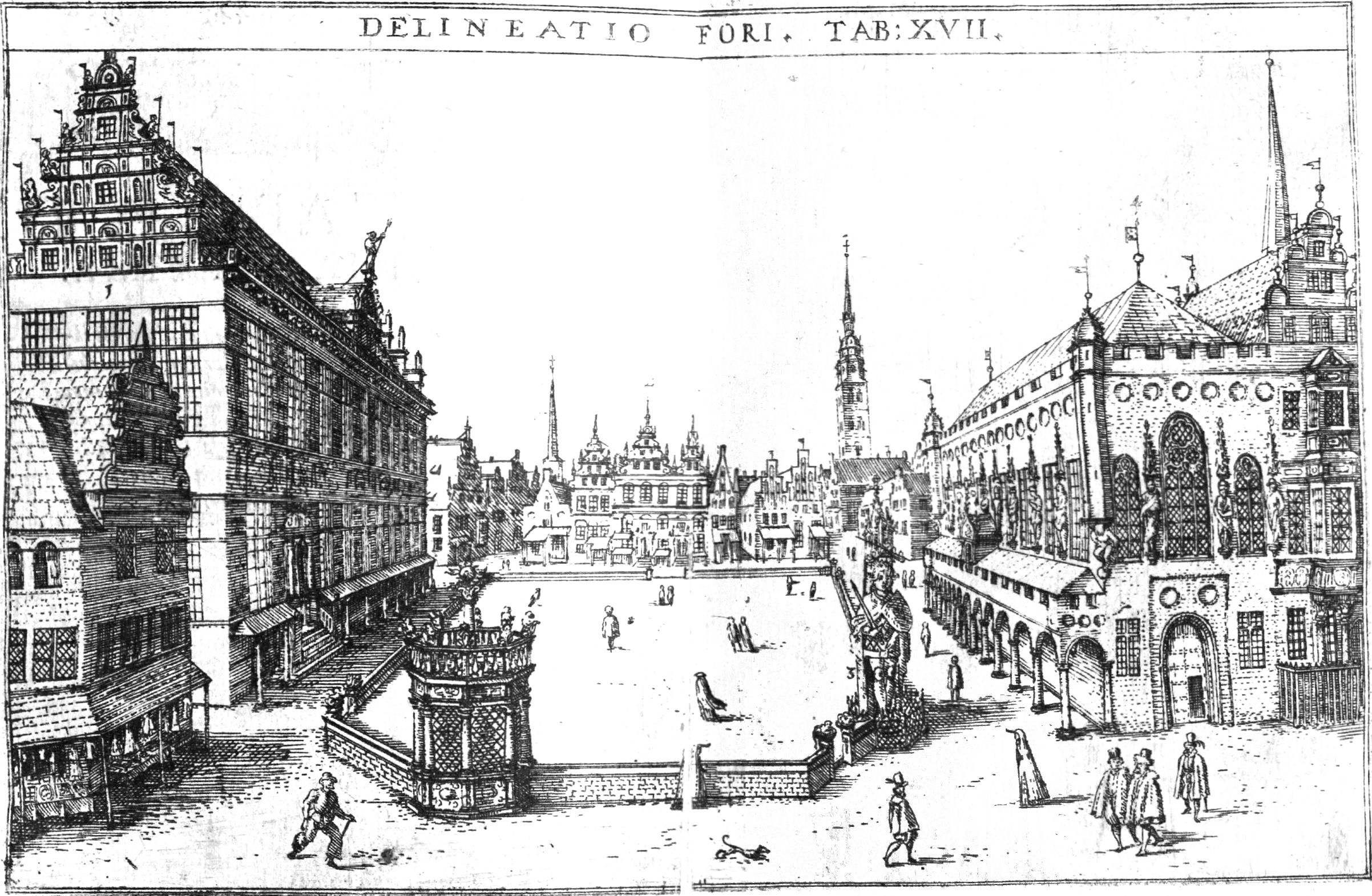
Delineatio Fori, des Marktplatzes

Die Seiten mit Letterndruck sind durchlaufend paginiert, die Radierungen hingegen als römisch nummerierte Tabulæ dazwischen geheftet.
Die folgende Liste enthält alle Bildseiten. Die Links führen zu der betreffenden Abbildung im digitalisierten Exemplar von 1603 der Universitätsbibliothek Bremen. Dieser Weg erlaubt auch ein Vor- oder Zurückblättern auf den Textzusammenhang, die jeweilige „Explicatio“, die Legende und Erläuterung.
Zu einigen Tafeln ist ein zweiter Link angegeben, er verweist meist auf ein Einzelbild bei Commons mit besserer Bildqualität.
Die topographischen Einzelheiten bei Dilich gelten als überdurchschnittlich zuverlässig. Sie entstanden überwiegend nach eigenen Zeichnungen vor Ort oder in Zusammenarbeit mit bremischen Vorlagenlieferanten. Für Karten und Ansichten ungewöhnlich ist die Verwendung der Radiertechnik anstelle des Kupferstichs.

### Ausgabe von 1602
Mindestens vier Tafeln wurden so nicht in die Ausgaben von 1603/05 übernommen:
- Tafel 6, Delineatio Urbis Bremae Facta (Zwei Ansichten, von Nord und von Süd, aufgenommen wohl 1597).[4]
- Tafel 7: Castellum quod est Sponsa (Brautzwinger auf der Herrlichkeit), von Nordost und von Südost gesehen, nach Zeichnung von 1597. Vgl. Taf. 18 von 1604.[5]
- Incliti Urbis Bremae Typus (Vogelschau von Südosten). (Nicht vor 1601).[6]
- Delineatio Fori (Markt nach einer Zeichnung von 1596)

### Ausgabe von 1603/05
- Tafel 1: (Karte von Norddeutschland).
- Tafel 2: Visurgis accurata descriptio (Karte der Unterweser)
- Tafel 3: (Karte der Nord- und Ostseeküste)
- Tafel 4 (Karte in Kegelprojektion von Nordeuropa)
- Tafel 5 (Buch) und (Blatt): Urbis Bremæ territorium. 1605.[7] (Stadtbremischer Landbesitz – Gesamtübersicht)
- Tafel 6 (Buch): Utriusque Vihlandiæ inferioris et superioris typus (Beider, des Nieder- und Obervielands Karte)
- Tafel 7 (Buch) Hollerlandæ, Blocklandæ, Werderlandæ Præfecturarũ Urbis Bre[mae] typus (Karte der stadtbremischen Landgebiete rechts der Weser und südlich der Lesum nach Zeichnung von 1596)
- Tafel 8: Præfectura Nienkercke & Blomẽthal (Amt Neuenkirchen und Blumenthal)
- Tafel 9: Præfecturæ Bederkesæ typus (Amt Bederkesa)
- Tafel 10: Antiquor[um] Saxoniæ populorum sedes (Sitze der alten Völker Sachsens) – Germanenstämme zur Zeit des Römerreichs anhand der Karte Germaniens[8]
- Auf Druckseite 38 ist ein Holzschnitt vom Bremer Roland in den Text eingefügt.
- Tafel 11 (Buch) und (Blatt): Descriptio antiquæ urbis Bremæ (ohne Jahreszahl), historische Rekonstruktion Vogelschauplan für im 13. Jahrhundert, ohne Weserbrücke, Stephaniviertel ohne Mauer, Dom korrekt als Basilika. Unklar: das mitten auf dem Markt eingezeichnete Prätorium.[9]
- Tafel 12: Typus annum circiter MCCC (Stadtansicht entsprechend Tafel 15, aber für etwa 1300 rekonstruiert, fälschlicherweise ohne die vor 1244 errichtete Große Weserbrücke (entsprechend dem Eintrag im Chronikon auf Seite 101, es habe 1339 noch keine Brücke bei der Stadt gegeben); schon bestehende Gebäude jedoch in derselben Gestalt eingezeichnet, wie in den aktuellen Ansichten). Vorzeichnungen für die (eher dem frühen 16. Jahrhundert entsprechenden) Trachten lieferte Christian von Apen.[10]
- Tafel 13 (Buch) und (Blatt): Urbis Bremæ typus (Vogelschauplan von Süden, ohne Vorstädte, 1603)[11]
- Tafel 14: Urbis Bremæ typus (Stadtplan mit Vorstädten, 1603)[12]

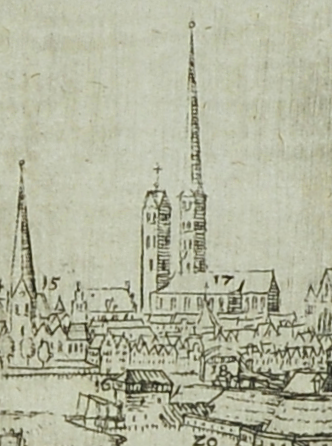
Ausschnitt aus Tafel 15: Südturm des Doms mit einem Geschoss weniger als der Nordturm

- Tafel 15 (Buch) und (Blatt): Delineatio Bremæ (Stadtansicht von Südwesten einschließlich des Geländes der späteren Neustadt). 1603. Verfeinerte Version der 1597 gezeichneten Tafel 6 von 1602, s. o.[13]
- Tafel 16: Urbis Bremæ Typus (Stadtansicht von Nordosten, nahe der Schleifmühle)[14]
- Tafel 17 (Buch) und (Blatt) Delineatio fori (Marktplatz).
- Tafel 18 Sponsa Castellum (Herrlichkeitzwinger (Braut), nach Zeichnung von 1596).[15]
- Tafel 20 (Buch) und Tafel 20 (Blatt): Bederkesa, Ansicht des Schlosses.
- Tafel 21 (Buch) und (Blatt): Leha (Lehe, heute Bremerhaven-Lehe)
- Auf Druckseite 93 ist ein Holzschnitt vom Grabmal des Arnd von Gröpelingen in den Text eingefügt.
- Auf einer unpaginierten Doppelseite (Buch) und (Ausschnitt) zwischen S. 230 und 231 steht die Radierung der Schlacht bei Drakenburg, wohl nach Vorlage von Christian von Apen.

Die ersten Ausgaben enthalten weitere Tafeln, eine Serie mit (teilweise erfundenen) Porträts prominenter Personen und eine Serie mit Bremer Trachten.

### Ausgaben
Die Staats- und Universitätsbibliothek Bremen, das Staatsarchiv Bremen und das Focke-Museum verfügen über Exemplare aus verschiedenen Auflagen. Nur die beiden Bände von 1605 in deutscher Sprache sind ausschließlich in je einem einzigen Exemplar in der Universitätsbibliothek erhalten.
- Urbis Bremae Typus et chronicon. Autore Wilhelmo Dilichio, Kassel: Wessel, [um 1602]. Mit 9 Radierungen, Duodez-Format.
- Urbis Bremae Et Praefecturaru[m], Quas Habet, Typ[us] Et Chronicon. Kassel: Wessel, [1603 und 1604]
- Erster Theil der Bremer Chronic von dem Situ/Ort oder Lager/wie auch den Bequemigkeiten der Stadt Bremen, ohne Ort und Jahr [wohl Kassel, um 1605], und
- Von Gestalt und Form der Stadt Bremen/Auch eigentlicher Beschreibung deroselben Gebewden Das Ander Theil, Kassel:Wessel [wohl Kassel, um 1605].[17]

### Sekundärliteratur
- Herbert Schwarzwälder: Blick auf Bremen, Bremen 1985, Abb. 10 – 23 mit Beiheft Bilderläuterungen, S. 3–8.
- Bettina Schleier: Wilhelm Dilichs Bremer Chronik. In: Bremisches Jahrbuch 73, 1994, S. 12–47. hier auch digital.
- Rolf Gramatzki: Das Frontispiz der Bremer Chronik von Wilhelm Dilich. In: Bremisches Jahrbuch 69, 1990, S. 273–282. (Dazu kritisch: Schleier, Anm. 100).